# Cyclaspis spilotes
Cyclaspis spilotes är en kräftdjursart som beskrevs av Hale 1928. Cyclaspis spilotes ingår i släktet Cyclaspis och familjen Bodotriidae. Inga underarter finns listade i Catalogue of Life.